# Knights of Pythias
Knights of Pythias (en español: Los Caballeros de Fintias) son una sociedad fraternal y secreta, que se fundó en Washington D. C., el 19 de febrero de 1864. Fue la primera organización fraternal en recibir una autorización del Congreso estadounidense a través de un acta constitucional. Fue fundada por Justus H. Rathborne, que se inspiró en una obra del poeta irlandés John Banim que hablaba sobre la leyenda de Damón y Fintias. En esa leyenda, se muestran los ideales de la lealtad, la honra y la amistad.

## Logias
La orden posee más de 2.000 logias en los Estados Unidos y en el mundo,sus miembros eran alrededor de 50.000 en 2003. Algunas logias tiene una estructura inspirada en el castillo de Pythian. Las hermandades auxiliares de la orden son las Pythian Sisters, los Caballeros de Jorasán y los Nómadas de Avrudaka. Sus juventudes femeninas son: las Pythian Sunshine Girls, y su orden juvenil masculina son: los Knights of Pythias para niños.

## Membresía

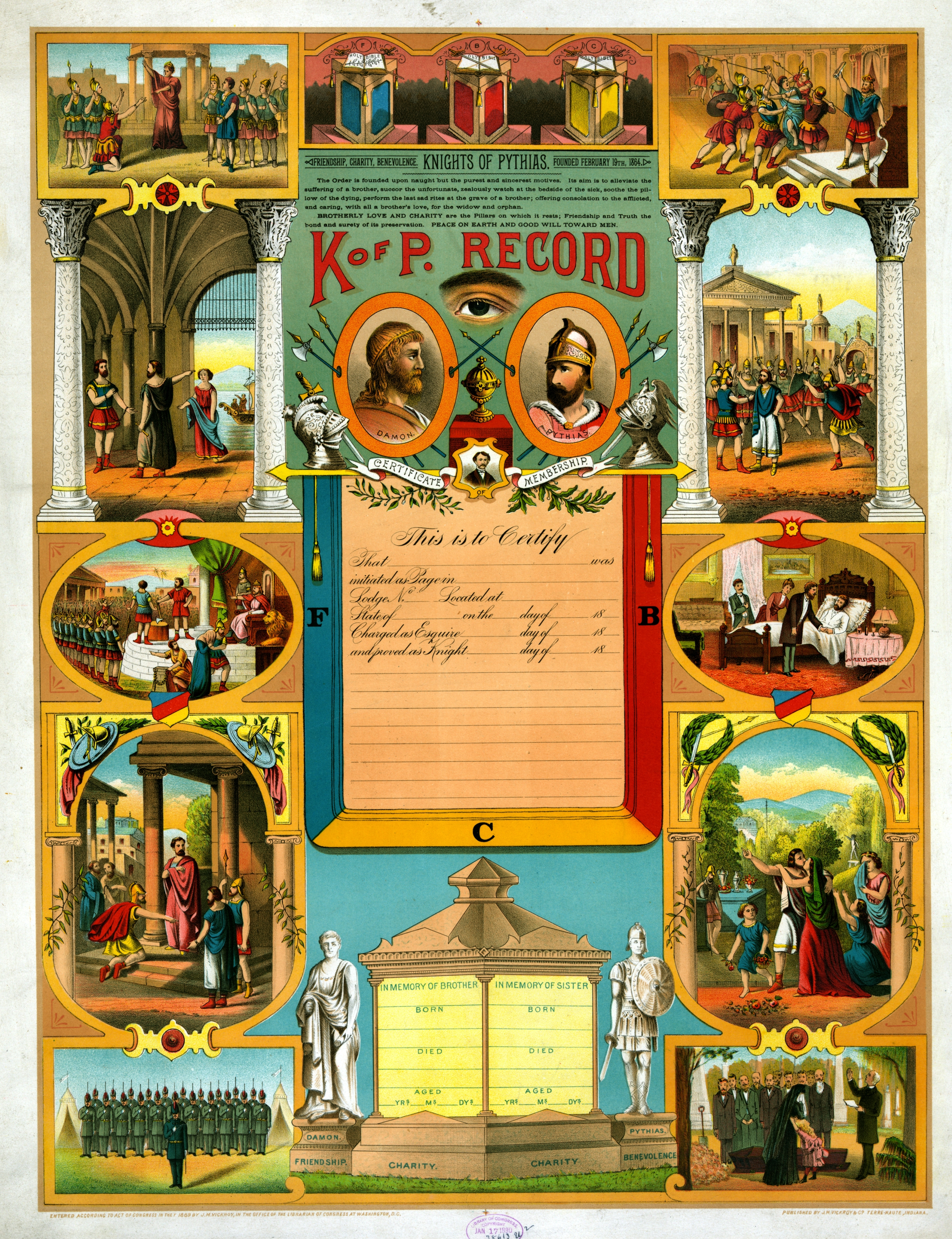
Certificado de membresía, 1890.

Para ser miembro de la orden se debe ser mayor de 18 años. No se puede ser un jugador profesional, estar envuelto en asuntos de drogas o de alcohol, y no se puede ser ateo. Se debe creer en un Ser Supremo, no ser un jugador profesional, y no estar envuelto en la venta ilegal de bebidas alcohólicas o de estupefacientes, y comprometerse al mantenimiento y la manutención de la orden, así como de la defensa de las autoridades constituidas en el gobierno del país en el que se vive. 
Por otro lado, se debe declarar la no militancia fascista o comunista, que el candidato no defiende ni es miembro de cualquier organización que defiende el derrocamiento del gobierno del país del cual el candidato es ciudadano, ya sea por la fuerza o mediante la violencia, no negar a otras personas sus derechos y cumplir con las leyes del país donde reside. Los grados en el Reino de Fitias, en las logias y en los castillos son: Paje, Escudero y Caballero.